# Syczek nikobarski
Syczek nikobarski (Otus alius) – gatunek małego ptaka z rodziny puszczykowatych (Strigidae), podrodziny puszczyków. Występuje na Nikobarach, przede wszystkim na głównej wyspie archipelagu – Wielkim Nikobarze. W klasyfikacji IUCN jest to gatunek bliski zagrożenia.

## Taksonomia
Po raz pierwszy gatunek opisała Pamela C. Rassmussen na łamach Bulletin of the British Ornithologists’ Club w 1998. Holotyp pochodził z Campbell Bay na Wielkim Nikobarze. Był to dorosły samiec, odłowiony 3 marca 1966, w posiadaniu Bombay Natural History Society, pierwotnie błędnie uznany za przedstawiciela podgatunku nicobaricus (syn. modestus) syczka indyjskiego (Otus sunia). Autorka nadała nowemu gatunkowi nazwę Otus alius. Nazwa ta jest obecnie (2020) podtrzymywana przez Międzynarodowy Komitet Ornitologiczny. Do opisu holotypu dołączono także opis paratypu, samicy.

## Morfologia
Długość ciała około 19–20 cm. Szczegółowe wymiary dla dwóch zbadanych osobników: długość skrzydła – 163,5 ± 3,5 mm, długość górnej krawędzi dzioba (od nasady w czaszce) – 21,9 ± 0,3 mm, długość ogona: 75,8 ± 2 mm, długość skoku – 19,1 ± 0,7 mm. Samica, paratyp, jest nieco większa od samca, ma wyraźniej zaznaczony wzór i więcej bieli na spodzie ciała. Jak na przedstawicieli rodzaju, syczki nikobarskie są średniej wielkości. W kolorystyce upierzenia dominuje ciepły brąz. Całe upierzenie jest gęsto prążkowane.

## Zasięg występowania i ekologia
Według stanu wiedzy z 2019, znane są tylko trzy miejsca, gdzie występują syczki nikobarskie: Wielki Nikobar (gdzie według opisów jest pospolity), Teressa Island i Nancowry Island (w marcu 2003 schwytano tam i sfotografowano jednego osobnika). Być może występują też na innych wyspach archipelagu Nikobarów. O ekologii przedstawicieli gatunku nie wiadomo nic ponad to, co zostało zawarte w oryginalnym opisie. Paratyp odłowiono w lesie rosnącym na wybrzeżu; w jego żołądku znajdował się gekon. Holotyp miał zjeść pajęczaka i chrząszcza. Samiec, odłowiony 3 marca, miał znacznie powiększone jądra, zaś samica, odłowiona 2 kwietnia, zbliżała się do kondycji lęgowej.

## Status
IUCN od 2018 roku klasyfikuje syczka nikobarskiego jako gatunek bliski zagrożenia (NT, Near Threatened); wcześniej – od 2000 roku – miał on status gatunku niedostatecznie rozpoznanego (DD, Data Deficient). BirdLife International szacuje, że liczebność populacji zawiera się w przedziale 2500–9999 dorosłych osobników, zaznaczając jednak, że są to szacunki bardzo niepewne i być może zawyżone. Nie są znane konkretne zagrożenia, które mogą redukować liczebność tych sów. Rosnące na wybrzeżu Wielkiego Nikobaru lasy są wycinane i przekształcane w tereny rolnicze (zwłaszcza uprawy kokosów, bananowców, nanerczy i ryżu) lub mieszkalne. 26 grudnia 2004 wyspę nawiedziła fala tsunami, która mogła zniszczyć potencjalne tereny lęgowe syczków nikobarskich. Szkody, jakie poczyniło tsunami, zmusiły wielu ludzi, którzy stracili swoje domy, do osiedlenia się w nadbrzeżnych lasach i zakładania tam upraw.